# Steredenn (salle)
 (septembre 2017).
Si vous disposez d'ouvrages ou d'articles de référence ou si vous connaissez des sites web de qualité traitant du thème abordé ici, merci de compléter l'article en donnant les références utiles à sa vérifiabilité et en les liant à la section « Notes et références ».
La salle Steredenn est une salle omnisports situé dans la commune de Ploufragan, près de Saint-Brieuc.

## Historique
Elle a été construite en 1995 dans le quartier de Brézillet, à côté des Espaces Équinoxe et du Palais des Congrès.
Steredenn signifie « étoile » en langue bretonne.

## Présentation
L'établissement présente une salle de sports principale de 3 058 places en gradins (Salle Galaxie), une salle de gymnastique (Salle Grande Ourse), une salle de gymnastique rythmique (Salle Petite Ourse), une salle de danse...

## Desserte
Steredenn est desservie par la ligne D des Transports urbains briochins (TUB).

## Événements

### Sports
- La salle Steredenn a accueilli les matchs à domicile de l'équipe fanion de l'Elan Saint-Brieuc Basket (anciennement Saint-Brieuc Basket et Club olympique briochin) qui évoluait en Nationale 1 lors de la saison 2013-2014 et du Saint-Brieuc Côtes-d'Armor Volley-Ball qui évolue en Ligue B la saison suivante.
- La salle a accueilli des matchs de handball dans le cadre du Challenge international Georges-Marrane.
- En décembre 2007, la salle a accueilli des matchs du mondial 2007 de handball féminin.
- La salle Steredenn a accueilli en 2006 le festigym (épreuve nationale de trampoline, acro-sport, tumbling, gymnaestrada). La Bretonne Gymnic Club organisait cette manifestation.
- En 2008, La Bretonne Gymnic Club (L.B.G.C.) y a organisé le championnat de France de Gymnastique Rythmique.
- En 2013 y sont organisés les championnats de France de badminton.
- La salle accueille aussi les matchs de tennis de l'Open de Saint-Brieuc.
- Depuis 2015, l'enceinte accueille certains matchs de l'équipe féminine du Trégueux Basket Côtes d'Armor évoluant en Nationale 1.Rencontre de Nationale 2 féminine

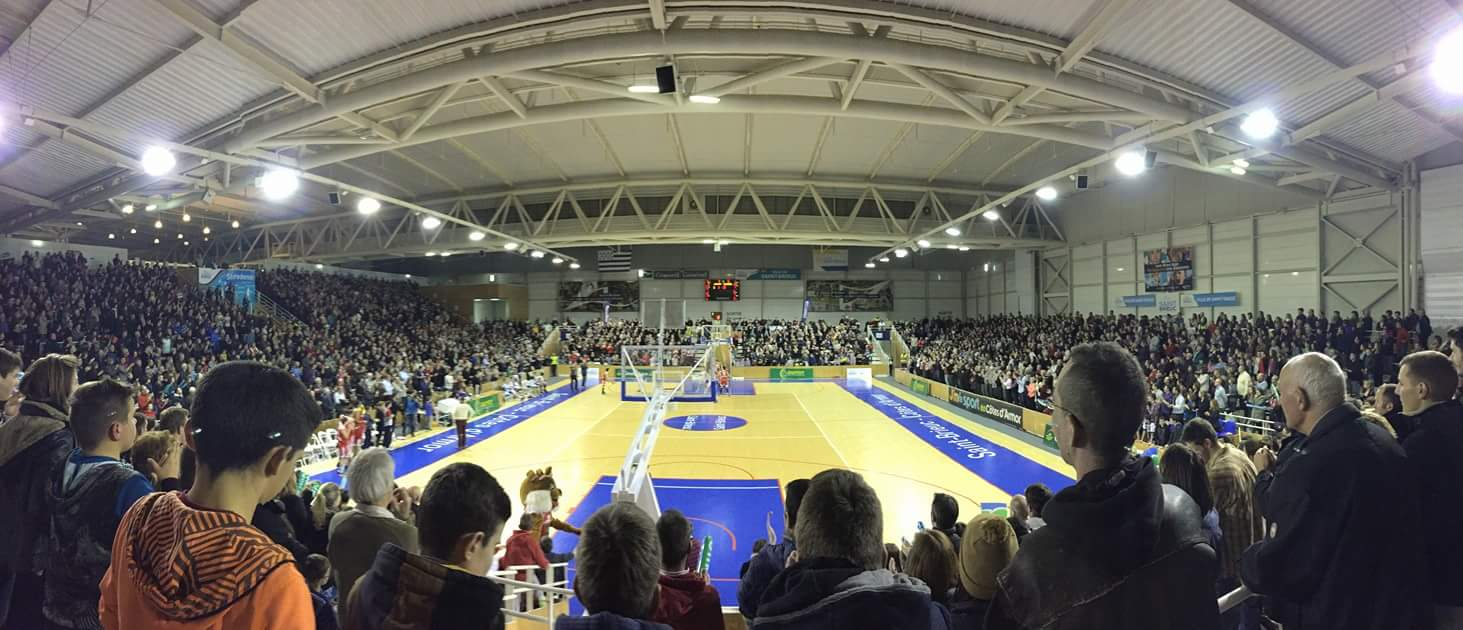
Rencontre de Nationale 2 féminine

### Concerts
La salle de Steredenn a été inaugurée par un concert de Charles Aznavour